# FIDE Grand Prix
A FIDE Grand Prix egy két éven át tartó kiemelt erősségű sakkversenysorozat a Nemzetközi Sakkszövetség (FIDE) szervezésében, amelyek összesített eredménye alapján kvalifikációt lehet szerezni a világbajnokjelöltek versenyére. Férfiak és nők számára (külön) egyaránt megrendezésre kerül.
A versenysorozat eredetileg hat versenyből állt, és minden versenyzőnek négy versenyen kellett részt vennie. A versenyeken elért helyezések összesített eredménye alapján hirdetik ki a győztest és a helyezetteket. 2014-ben szponzorációs okokból csak négy verseny alkotta a sorozatot.
A férfiaknál a Grand Prix versenysorozat első két helyezettje szerez kvalifikációt a világbajnokjelöltek versenyére. A nőknél 2010 óta kétévente a Grand Prix sorozat győztese vívhatja a világbajnoki döntőt a regnáló világbajnokkal. Ha a győztes éppen a világbajnok, akkor a második helyezett szerzi meg a kihívás jogát. (A közbenső évben a női sakkvilágbajnokságot egyenes kieséses (knock-out) rendszerben rendezik, annak győztese szerzi meg a világbajnoki címet.)

## Története

### 2008–2010-es Grand Prix
A FIDE az első Grand Prix versenysorozatot a férfiak számára 2008-ban, a nők számára 2009-ben indította el. A versenysorozaton 21 versenyző indulhatott, egy-egy verseny 14 résztvevős, és minden versenyzőnek a hat verseny közül pontosan négyen játszania kellett. Az indulásra meghívást kapott a világbajnok, valamint két exvilágbajnok, és az előző világkupa első négy helyezettje. A többi résztvevőt az Élő-pontszámuk alapján hívták meg. Egy helyet biztosítottak a FIDE-elnök szabadkártyásának, de ennek feltétele az volt, hogy a szabadkártyásnak a világranglista első 40 helyezettje közül kell kikerülnie, illetve egy helyet kaptak a rendező szövetség szervezői, de ennek feltétele viszont a legalább 2550 élő-pont volt. A versenysorozatra meghívást kapott a magyar Lékó Péter is.
A versenykíírás szerint a FIDE Grand Prix győztese a 2009-es sakkvilágkupa győztesével 8 játszmás párosmérkőzést vívott volna a világbajnok kihívásának jogáért. Ezt később megváltoztatták, és a két első helyezett számára biztosítottak kvalifikációt a nyolc résztvevős világbajnokjelöltek versenyére. A változtatás miatti tiltakozásul Magnus Carlsen és Michael Adams visszalépett a versenytől.
A versenyt végül a csak három versenyen induló, de még így is a legtöbb pontot szerző örmény Levon Aronján nyerte az azeri Tejmur Radzsabov előtt. Lékó Péter a 7. helyen végzett.

### 2012–2013-as Grand Prix
Az indulásra meghívást kapott a 2012-es sakkvilágbajnokság döntőjének vesztese, a 2011-es sakkvilágkupa első négy helyezettje, rajtuk kívül az Élő-pontszám szerinti hat legerősebb versenyző, a FIDE-elnök szabadkártyása, valamint a főszponzor által megnevezett hat versenyző. Nem indult el a versenyen a világranglistát vezető Magnus Carlsen, az előző Grand Prix-verseny győztese, Levon Aronján és az exvilágbajnok Vlagyimir Kramnyik. Távol maradt a világbajnok Visuvanádan Ánand is. Az üres helyeket az Élő-pontszám szerint következő legerősebb versenyzőkkel töltötték fel. A leggyengébb Élő-pontszámú versenyző 2690 ponttal rendelkezett. Az első két helyezett szerzett jogot a világbajnokjelöltek versenyén való indulásra.
A versenysorozaton részt vett Lékó Péter is, aki végül összesítésben a 12. helyen végzett. A magyar versenyzők közül meghívást kapott Polgár Judit is, aki azonban más elfoglaltsága miatt nem tudta vállalni a részvételt.

### 2014–2015-ös Grand Prix
A Grand Prix versenysorozatát ezúttal csak négy verseny alkotta, amelyből hármon kellett a részt venni a 16 indulónak. Egy versenyen 12-en játszottak.
A meghívott versenyzők közül a versenysorozaton nem indult a világbajnok Magnus Carlsen, Visuvanádan Ánand, aki exvilágbajnokként már kvalifikációval rendelkezett a világbajnokjelöltek versenyére. Távol maradt Levon Aronján, Vlagyimir Kramnyik és Veszelin Topalov is, akiknek a világbajnokjelöltek versenyén való induláshoz más módon kellett kvalifikációt szerezniük.
A versenysorozaton elindult a 2013-as sakkvilágkupa négy elődöntőséből három versenyző, nyolc versenyző az Élő-pontszáma alapján vált jogosulttá, négy játékost a szervező bizottság hívhatott meg, és egy versenyző kapta a FIDE-elnök szabadkártyáját. A leggyengébb Élő-pontszámú versenyző 2699 ponttal rendelkezett.

### 2017-es Grand Prix
A Grand Prix versenysorozatát ezúttal is négy verseny alkotta, amelyből hármon kellett a részt venni az indulásra jogosultaknak. A versenysorozatra 24 versenyző kapott meghívást, akik közül 15-en a korábbi eredményeik alapján szereztek jogot, kilenc versenyző a szervezők és a szponzor szabadkártyájával indulhatott. Minden versenyen 18-an játszottak kilenc fordulós svájci rendszerű verseny formájában.
A meghívott versenyzők közül a versenysorozaton többen nem indultak el. Nem volt a résztvevők között a világbajnok Magnus Carlsen, valamint az indiai Visuvanádan Ánand. Távol maradt Szergej Karjakin, Vlagyimir Kramnyik, Fabiano Caruana és Veszelin Topalov is, akiknek a világbajnokjelöltek versenyén való induláshoz más módon kellett kvalifikációt szerezniük.
A versenysorozaton elindult a 2015-ös sakkvilágkupa négy elődöntőséből három versenyző, tíz versenyző az Élő-pontszáma alapján vált jogosulttá, meghívást kapott az ACP-versenysorozat győztese, míg tíz játékos a szervező bizottság és a FIDE-elnök szabadkártyájával indulhatott.
A szabadkártyát kapott Rapport Richárd az első versenyén 9., a következőn 16., míg az utolsó tornán holtversenyes 3. helyezést ért el, ezzel az összesített pontversenyben végül a 14. helyen végzett.

### 2019-es Grand Prix
A négy versenyből álló sorozatra Élő-pontszáma alapján 15 versenyző szerzett kvalifikációt, és egy versenyző szabadkártyával vehetett részt. Öt versenyző – Magnus Carlsen, Fabiano Caruana, Ting Li-zsen, Vlagyimir Kramnyik és Visuvanádan Ánand – bár kvalifikációt szerzett, nem kívánt részt venni a versenysorozaton. Carlsen a világbajnok, Caruana az előző világbajnoki döntő résztvevőjeként már jogot szerzett a világbajnokjelöltek versenyén való indulásra, Kramnyik pedig abbahagyta a profi versenyzést. Helyettük az Élő-pontszámuk szerint soron következő öt versenyző vett részt a versenysorozaton. Mind a négy verseny ezúttal egyenes kieséses páros mérkőzések formájában zajlott.
A versenysorozat végén a versenyeken elért helyezések után járó pontszámaik alapján Alekszandr Griscsuk és Jan Nyepomnyascsij végzett az első két helyen, így ők jutottak be a világbajnokjelöltek versenyének nyolcfős mezőnyébe.

### 2022-es Grand Prix
A versenysorozat ezúttal három, szorosan egymás után következő versenyből áll, amelyek közül kettőn kell résztvenni a versenyzőknek. A 24 meghívott versenyző közül minden tornán 16-an vesznek részt. Az egyes versenyek vegyes lebonyolításúak: a 4-4 fős csoportmérkőzések során kétfordulós körmérkőzésen vesznek részt, majd a négy első helyezett vívja az elődöntőt, amelyek győztesei a döntőt. A két első helyezett szerez kvalifikációt a 2023-as sakkvilágbajnoki döntő kihívójának kiválasztására szolgáló 2022-ben megrendezésre kerülő világbajnokjelöltek versenyén való részvételre.

## Az eredmények pontozása és díjazása
Az egyes versenyeken elért helyezések alapján kapják a versenyzők a díjakat, valamint az összesítésnél figyelembe vett pontszámokat. Holtverseny esetén a helyezéseknek megfelelő pontokat, illetve díjakat összeadják, és elosztják a holtversenyben végzettek számával. A versenysorozat végeredményét a versenyeken összesen szerzett pontok adják. A versenysorozat végén az összesített eredmény alapján az első tíz helyezett még külön díjazásban részesül.

## Végeredmények

### A férfiak versenye
| Grand Prix | 1. helyezett                     | 2. helyezett                                | 3. helyezett                         |
| ---------- | -------------------------------- | ------------------------------------------- | ------------------------------------ |
| 2008–10    | Levon Aronján Örményország       | Tejmur Radzsabov Azerbajdzsán               | Alekszandr Griscsuk Oroszország      |
| 2012–13    | Veszelin Topalov Bulgária        | Sahrijar Mamedjarov Azerbajdzsán            | Fabiano Caruana Olaszország          |
| 2014–15    | Fabiano Caruana Olaszország      | Nakamura Hikaru · Amerikai Egyesült Államok | Dmitrij Jakovenko Oroszország        |
| 2017       | Sahrijar Mamedjarov Azerbajdzsán | Alekszandr Griscsuk · Oroszország           | Tejmur Radzsabov Azerbajdzsán        |
| 2019       | Alekszandr Griscsuk Oroszország  | Jan Nyepomnyascsij · Oroszország            | Maxime Vachier-Lagrave Franciaország |

### A nők versenye
A nők Grand Prix versenysorozatának lebonyolítási módja megegyezett a férfiakéval, azzal a különbséggel, hogy náluk egy-egy versenyen csak 12 versenyző indult. A díjazás is némileg alacsonyabb volt. Az első három Grand Prix sorozatot a világbajnok kínai Hou Ji-fan nyerte az indiai Humpy Kuneru előtt.
| Grand Prix | 1. helyezett                        | 2. helyezett       | 3. helyezett                   |
| ---------- | ----------------------------------- | ------------------ | ------------------------------ |
| 2009–11    | Hou Ji-fan Kína                     | Kónéru Hanpi India | Nana Dzagnidze Grúzia          |
| 2011–12    | Hou Ji-fan Kína                     | Kónéru Hanpi India | Anna Muzicsuk Szlovénia        |
| 2013–14    | Hou Ji-fan Kína                     | Kónéru Hanpi India | Csü Ven-csün Kína              |
| 2015–16    | Csü Ven-csün Kína                   | Kónéru Hanpi India | Valentyina Gunyina Oroszország |
| 2019–21    | Alekszandra Gorjacskina Oroszország | Kónéru Hanpi India | Jekatyerina Lagno Oroszország  |